# Zklidňování dopravy

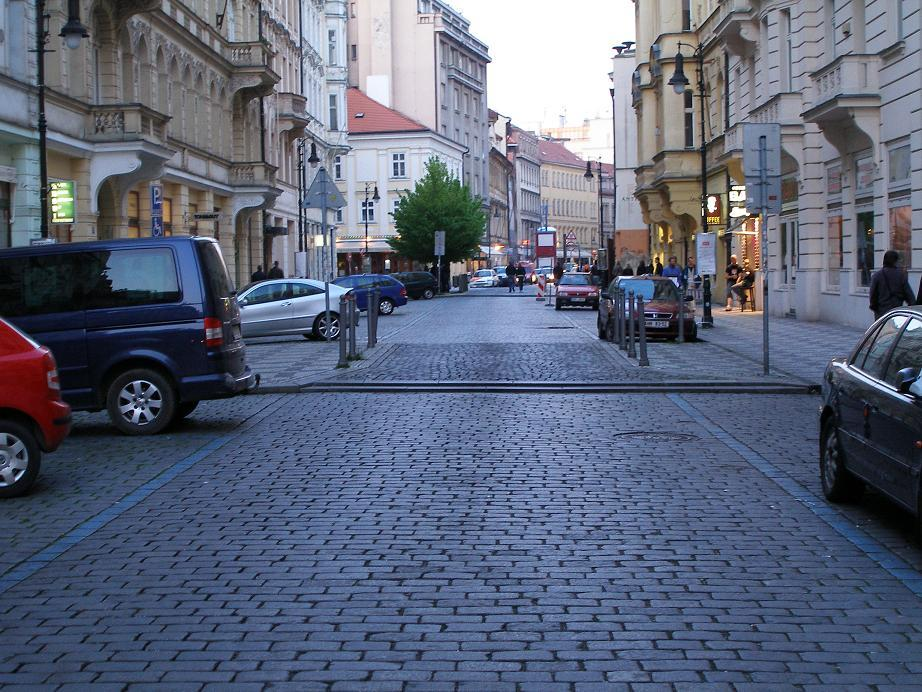
Zvýšení a oboustranné zúžení vozovky v pražské Dlouhé ulici

Zklidňování dopravy je soubor opatření a nástrojů, která mají vést k zlepšení kvality životního prostředí a bezpečnosti nejzranitelnějších účastníků provozu: chodců a cyklistů, často s odkloněním automobilové dopravy. Je snahou mnoha městských samospráv, aby se principy zklidňování dopravy postupně stávaly součástí podkladů pro stavby a úpravy pozemních komunikací. Podle působení na řidiče lze způsoby zklidňování dopravy rozdělit na psychologické prvky (dopravní značení) a fyzické prvky (například zúžení, zvýšení nebo zakřivení vozovky). Zklidňovací prvky mohou být umístěny buď u křižovatky (v křižovatce) nebo v průběžném úseku komunikace.

## Vyloučení silničního provozu

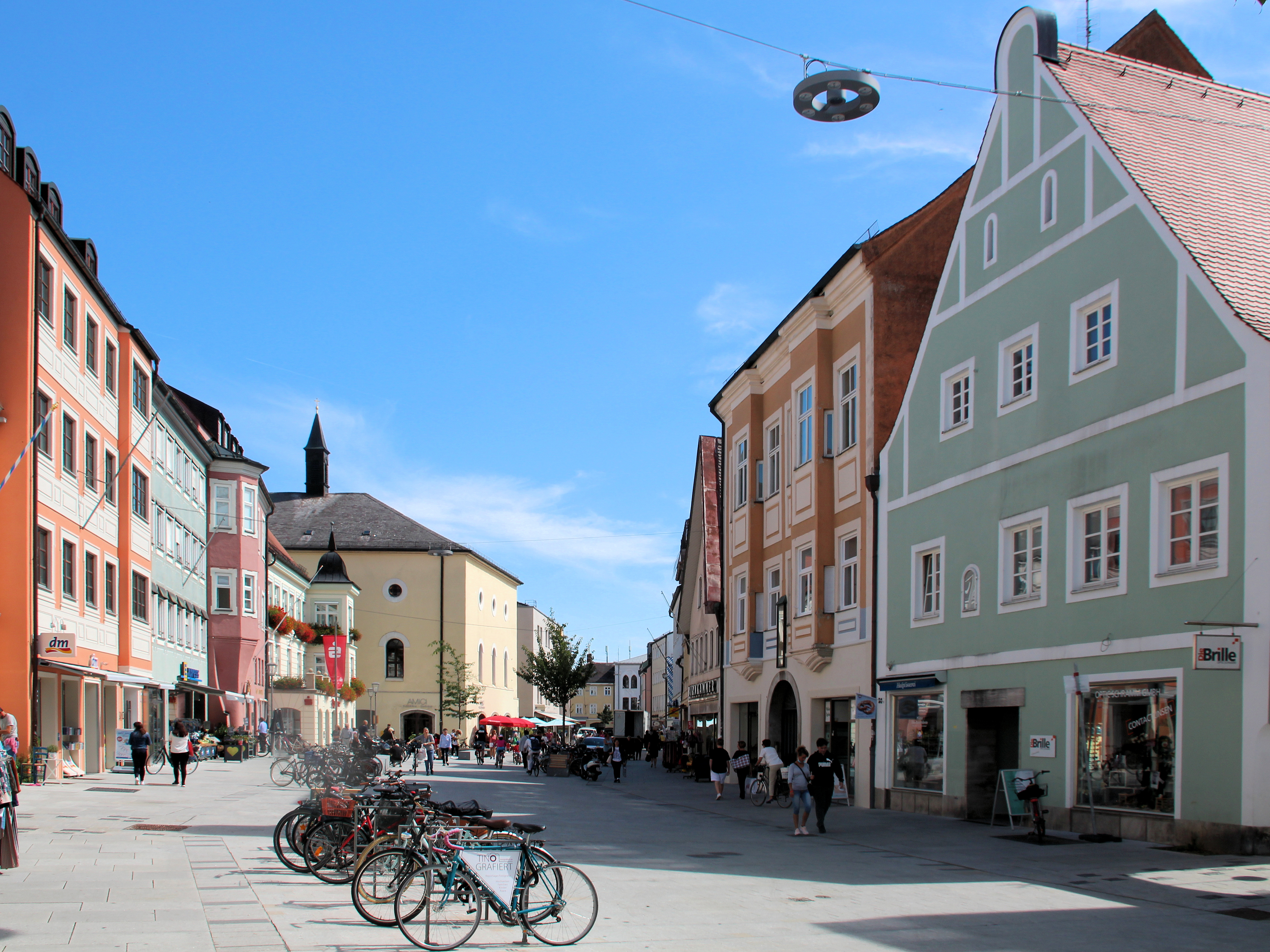
Pěší zóna v německém městě Freising

Nejúčinnějším způsobem zklidnění dopravy je úplné vyloučení nebo značné omezení automobilového provozu, například vytvoření a vyznačení pěší zóny, obytné zóny, vyloučení provozu vyjma dopravní obsluhy, odklonění provozu nákladních automobilů, zpoplatnění vjezdu či parkování v určité oblasti atd.

## Psychologické prvky

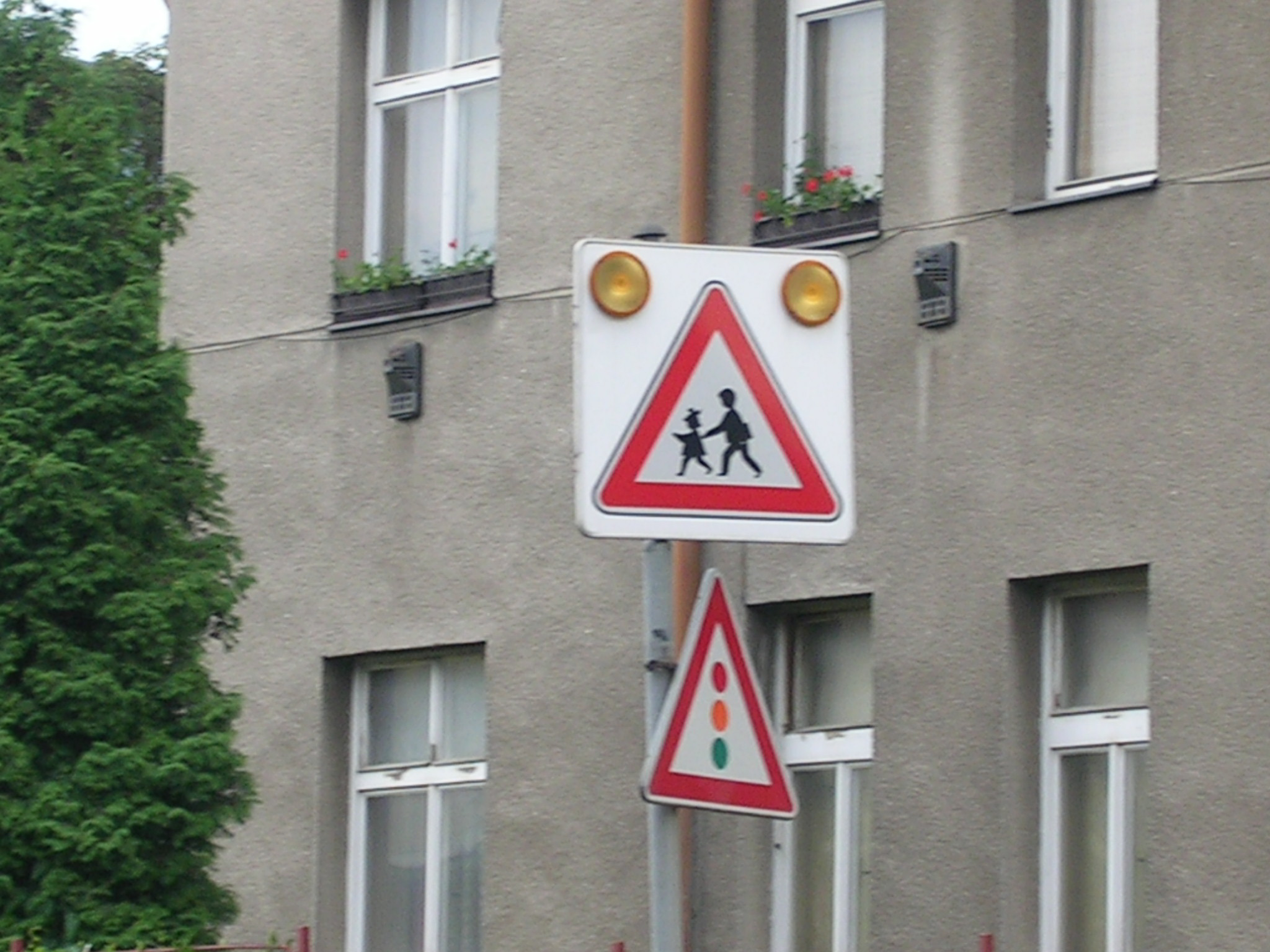
Zvýraznění dopravní značky pomocí blikajících světel

Psychologickými prvky zklidňování dopravy se rozumí jednak dopravní značení upozorňující na riziková místa nebo omezující rychlost a též různé způsoby zvýraznění. Úkolem psychologických prvků zklidňování dopravy je přimět řidiče k vyšší pozornosti a ke snížení rychlosti. Jejich nevýhodou je, že nemusejí být respektovány neukázněnými řidiči.
Psychologické prvky lze užít jednorázově nebo opakovaně. Jednorázový psychologický prvek může být aplikován na počátku obce, u vjezdu do obytné zóny či upozornění na přechod pro chodce. Opakovaný psychologický prvek vede k donucení dodržet rychlostní limity. Využít lze též opakování informace s rostoucí razancí. Příkladem může být informativní značení pro chodce s využitím značky „Přechod pro chodce“ (A 11) nebo dopravní značka s udáním vzdálenosti (například přechod za 25 metrů) či vlastní označení těsně před přechodem pro chodce.
Podle způsobu provedení je lze rozdělit na:
- samostatné psychologické prvky
- psychologické prvky suplující fyzické prvky

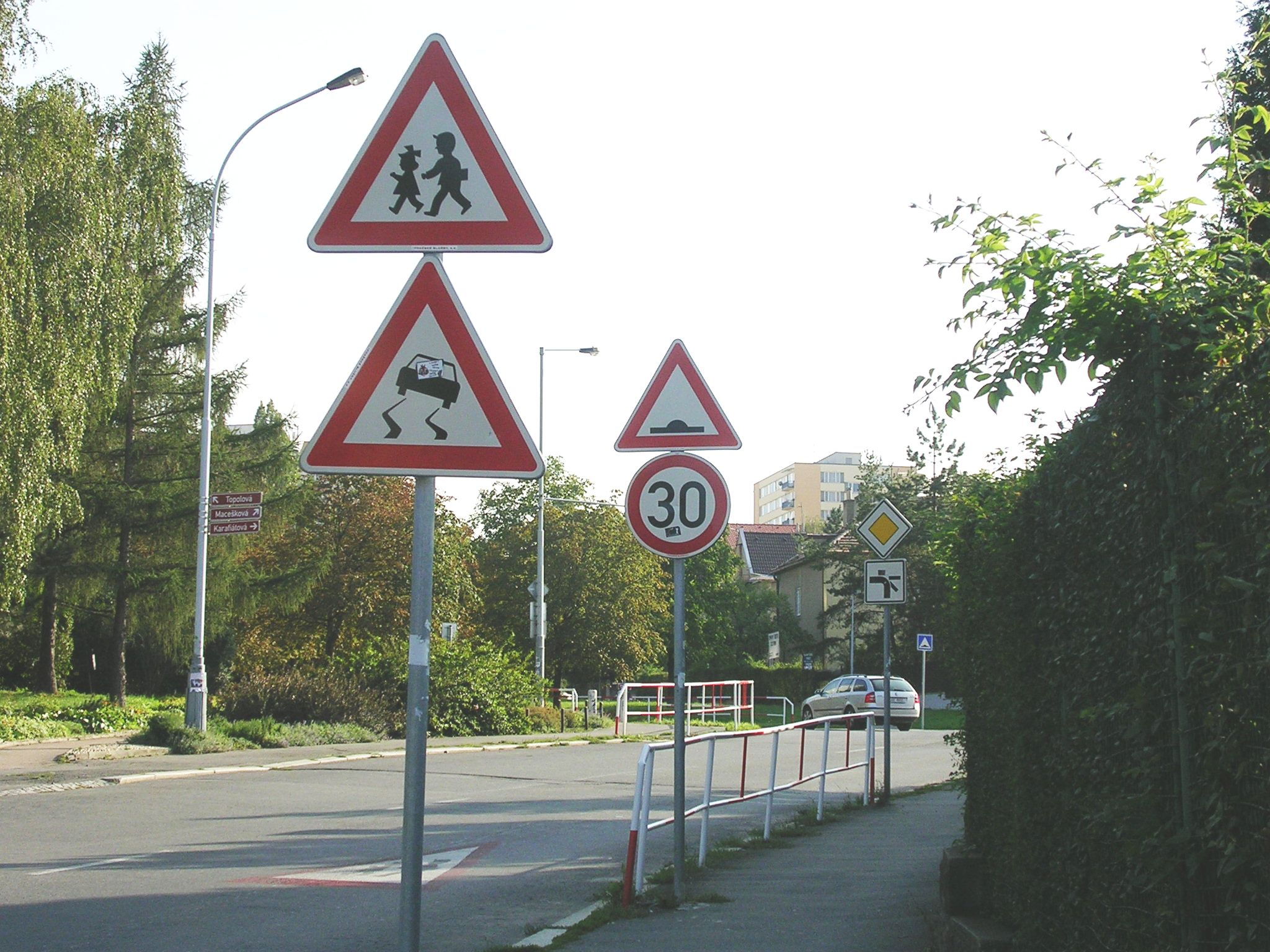
Zvýraznění svislé dopravní značky jejím nakreslením na vozovku

### Samostatné psychologické prvky
Samostatnými psychologickými prvky jsou svislé a vodorovné dopravní značky nebo jejich zvýraznění.
Mohou jimi být:
- standardní svislé a vodorovné dopravní značky výstražné, usměrňující směr jízdy nebo omezující rychlost
- opakování svislé značky nakreslením na vozovku
- zdůraznění svislých dopravních značek:
  - osvětlení značky
  - reflexní značky zdůrazněné LED diodami (střídavým blikáním těchto diod), což obvykle vede k upoutání pohledu řidiče mimo kritickou oblast
  - zvýraznění žlutými, popřípadě oranžovými blikajícími světly
  - zvýraznění značky díky jejímu umístění v poli ze žluté fluorescenční retroreflexní fólie, která při použití na velké ploše oslňuje
- měřič a zobrazovač rychlosti vozidla – může mít psychologický účinek i v případě, nenásleduje-li po překročení rychlosti represivní opatření, často u vjezdů do menších obcí na frekventovaných trasách

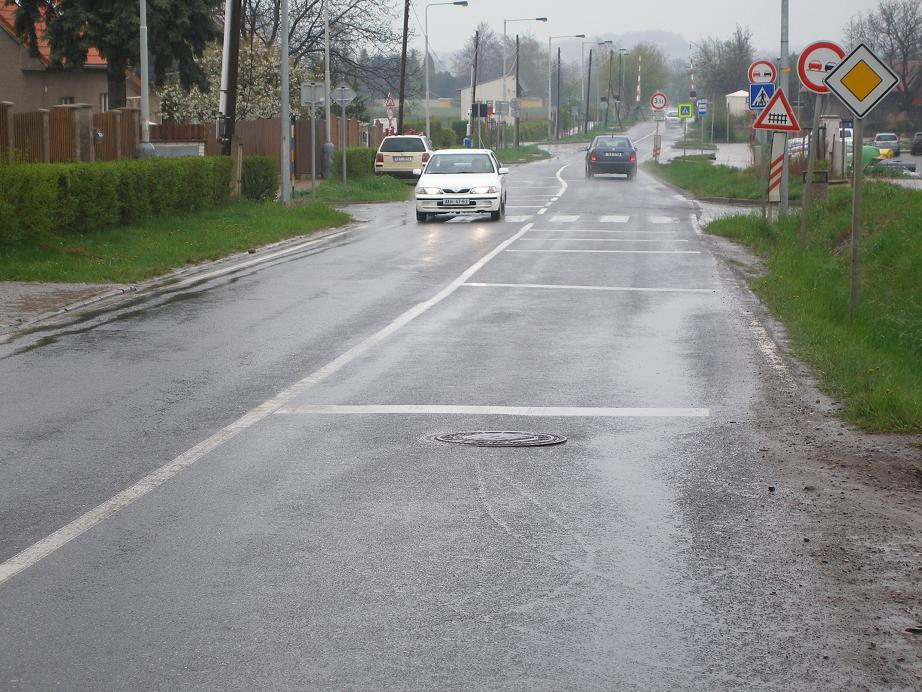
Optická brzda (Praha-Kbely)

### Psychologické prvky suplující fyzické prvky
Taková opatření, která opticky nebo akusticky upraví povrch vozovky tak, aby došlo ke zvýšení pozornosti řidiče. Toho lze docílit použitím jiné struktury nebo barvy vozovky (například v místech před přechody pro pěší nebo na vjezdech do obytné zóny, zóny 30 apod.).
Ke snížení rychlosti jízdy lze využít těchto opatření:
- optické zúžení komunikace (vzrostlou zelení, vodorovným dopravním značením, úpravou osvětlení)
- optické brzdy, opakované příčné pruhy přes vozovku se zvyšující se hustotou
- opticko-akustické brzdy, optická brzda je provedena ze zvučícího materiálu, jímž může být například Spotflex – nepříznivým efektem je však zvýšení hlukových emisí od automobilů přejíždějících tyto prvky

## Fyzické prvky

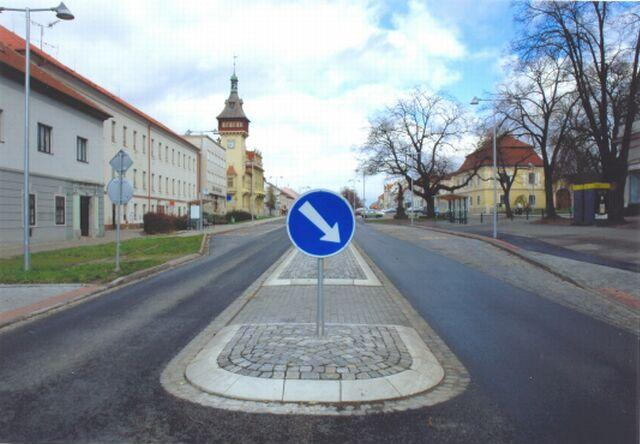
Střední dělicí pás v Napajedlech

K fyzickým prvkům se řadí zúžení vozovky, dopravní šikany či zpomalovací prahy. Jednotlivé fyzické prvky lze i vzájemně kombinovat. Prvky se často pojí také se svislým značením například obytných zón, zón 30 či cyklistických zón.

### Zúžení vozovky
Jsou to prvky, které slouží ke snížení rychlosti a intenzit motorových vozidel a též zlepšují podmínky pro parkování či přecházení vozovky. Může být buď místní (neboli lokální), které zajistí snížení rychlosti před kritickým místem na vozovce, nebo opakované bodové zúžení zajišťující snížení rychlosti v celém úseku zklidněné komunikace.

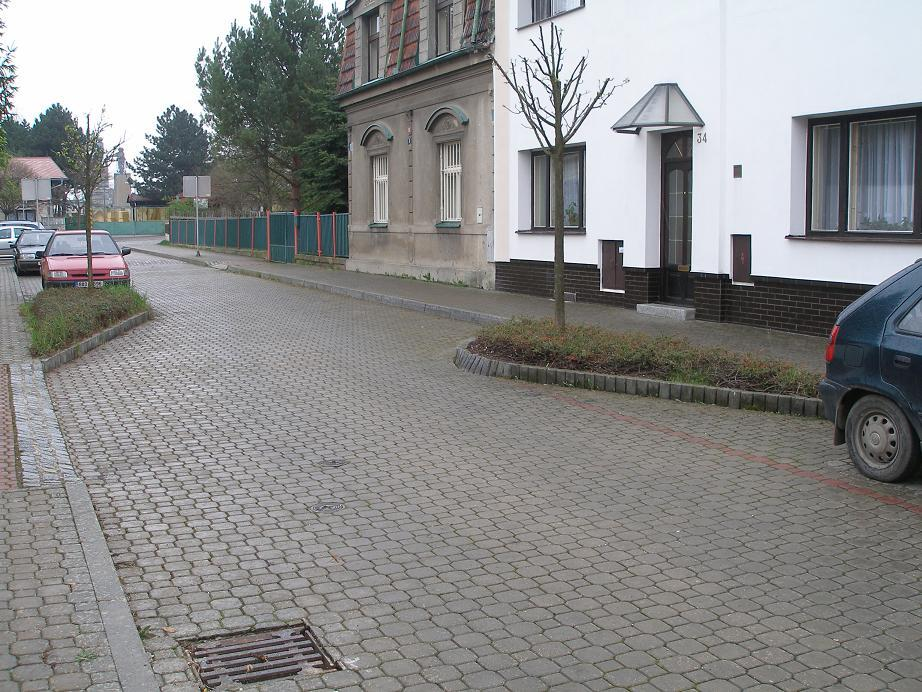
Šikany v Praze-Satalicích

Zřízení parkovacího pruhu zdůrazňuje obytný a obslužný charakter komunikace a bývá spojeno se zrušením původního pravého jízdního pruhu. V místech přechodů pro chodce a zastávek veřejné dopravy je parkovací pruh přerušen chodníkovými mysy (například zastávkovými mysy), tedy rozšířením chodníku až k úrovni jízdního pruhu nebo tramvajového pásu.
Dopravní šikana je boční zúžení provedené vložením odsazené plochy z boku do vozovky, a to jednostranně nebo střídavě. Slouží ke snížení rychlosti motorových vozidel. Jedná se o prvek upravující trasu řidiče a nutící ho k opakované změně směru jízdy s malými poloměry. Využití má lokálně na vjezdu do zklidněné komunikace nebo opakovaně k zajištění snížení rychlosti v celém úseku komunikace. Místa zajišťující vychýlení přímé trasy lze využít k vysazení zeleně. Na vjezdu do obce nebo do vymezené zóny lze v místě zúžení vytvořit jakousi bránu (například ze vzrostlých stromů).

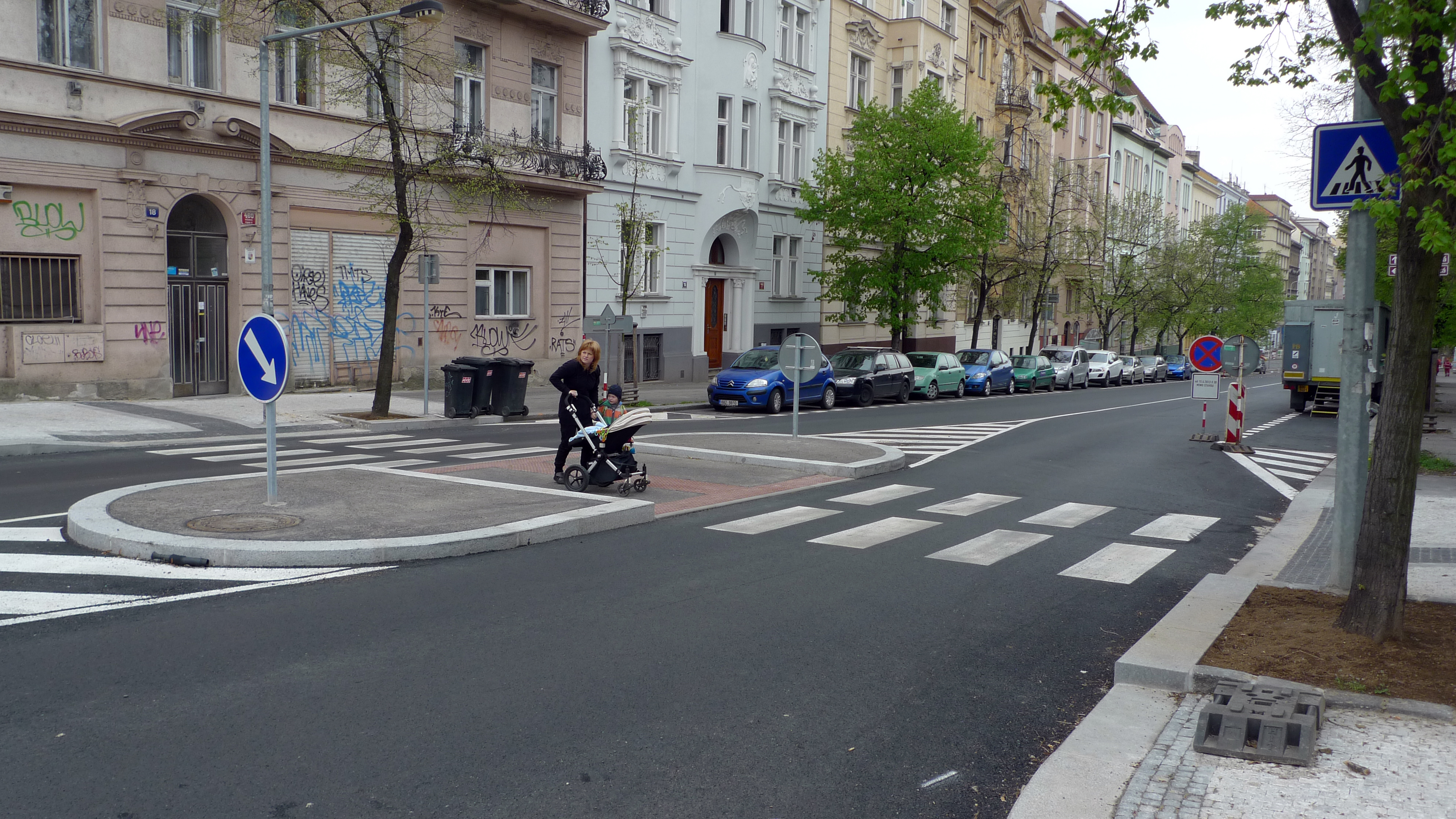
Ostrůvek v místě přechodu v Praze 10

Rozšíření nástupního ostrůvku nebo zřízení vyšrafovaného dopravního stínu podél nástupního ostrůvku má za cíl jednak bezpečnost čekajících na ostrůvku a za druhé bezpečnost při přecházení, kdy je vhodné svést silniční dopravu do jednoho jízdního pruhu.
Obdobně se používá ostrůvek u přechodů pro chodce.

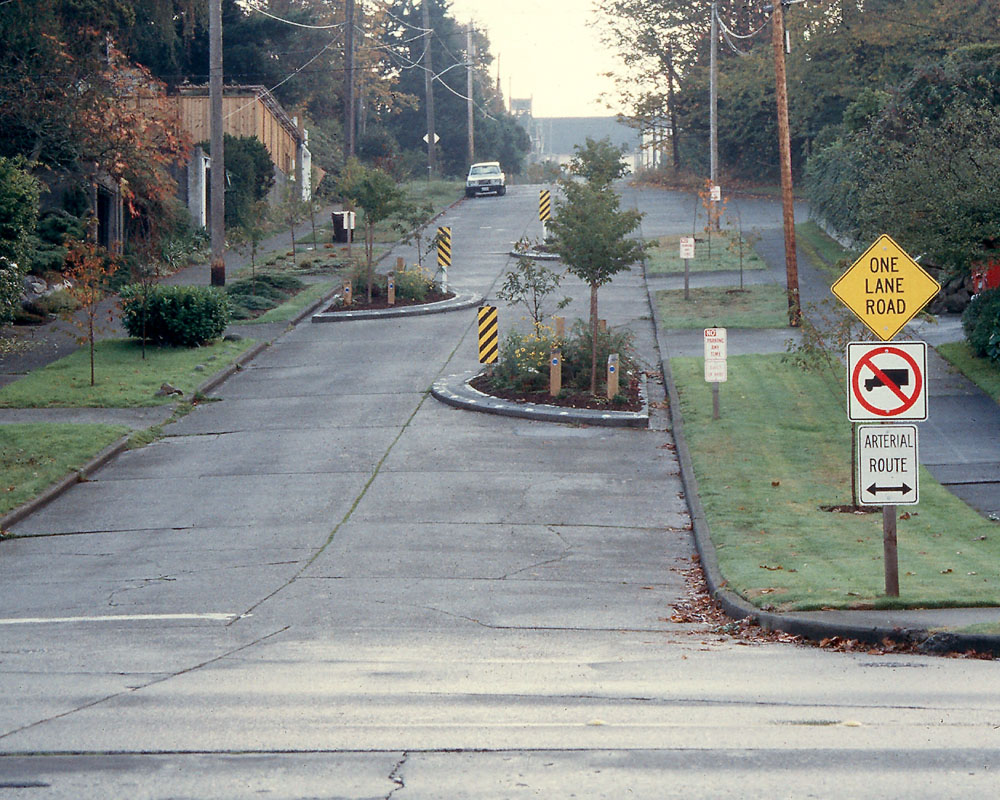
Šikany v Britské Kolumbii v Kanadě

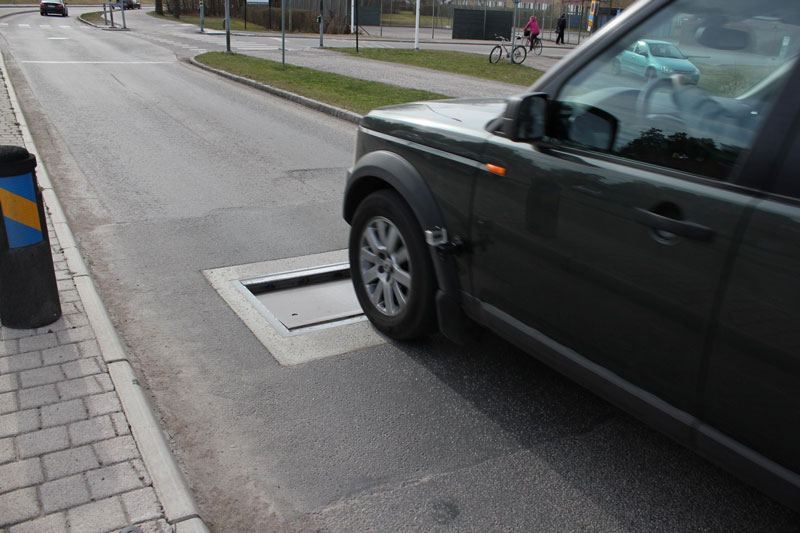
Automatický zpomalovací práh v provozu

Střední dělicí ostrůvky se zřizují zejména jako ochranné ostrůvky u přechodu pro chodce. Cílem zúžení je, aby chodec nikdy nepřecházel najednou dva protisměrné jízdní pruhy a nebyl tak ohrožen předjíždějícím nebo protijedoucím vozidlem, zúžení zároveň přiměje řidiče ke snížení rychlosti. Roli ostrůvku někdy plní ochranné betonové bloky s výstražným zbarvením (tzv. citybloky).
Střední dělicí pás je zvýšený.
Podélný dělicí práh se používá k zamezení vjezdu automobilů na nezvýšený tramvajový pás, v některých zemích i k oddělení vyhrazeného jízdního pruhu.

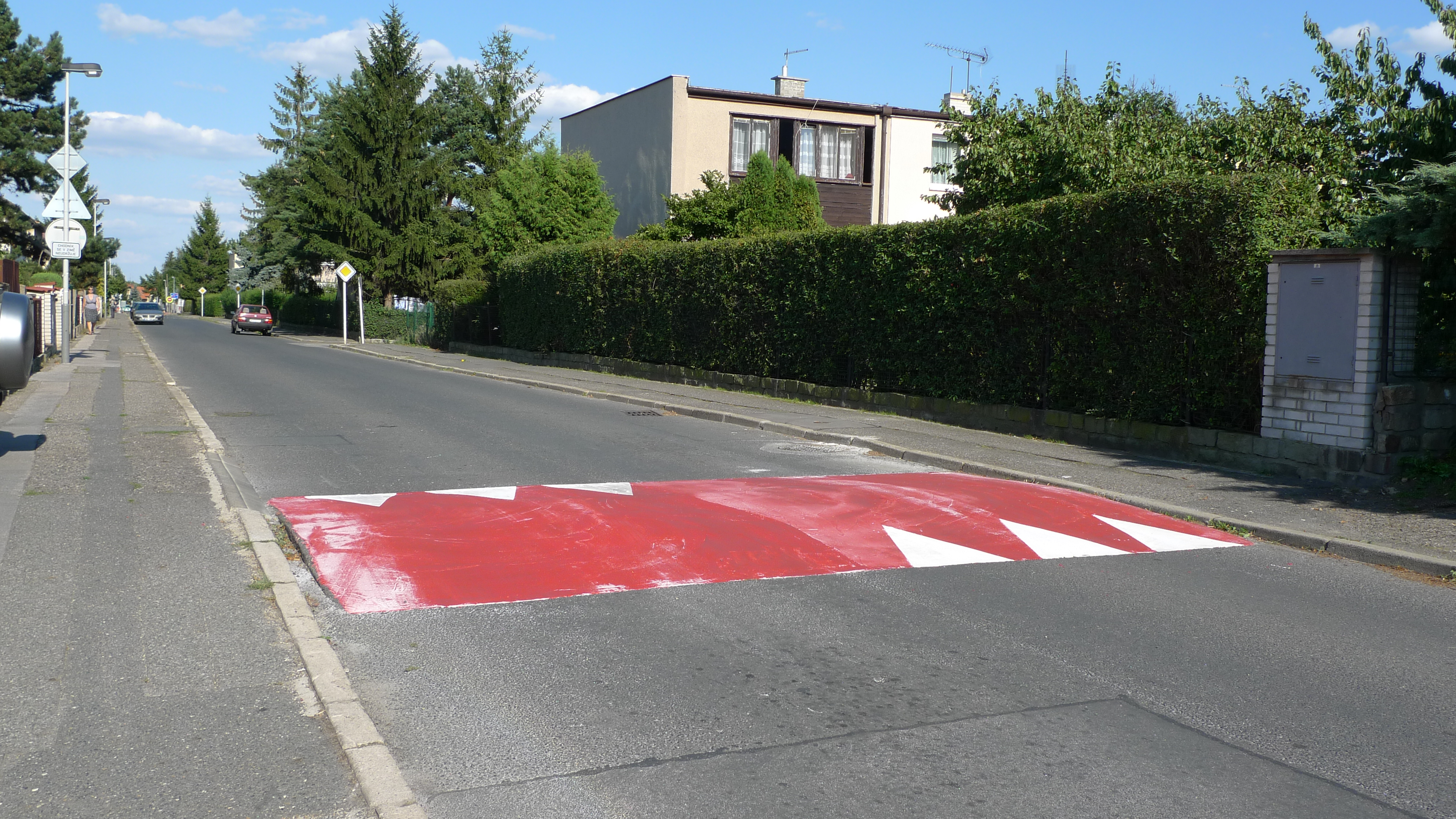
příčný práh v Praze-Horních Počernicích

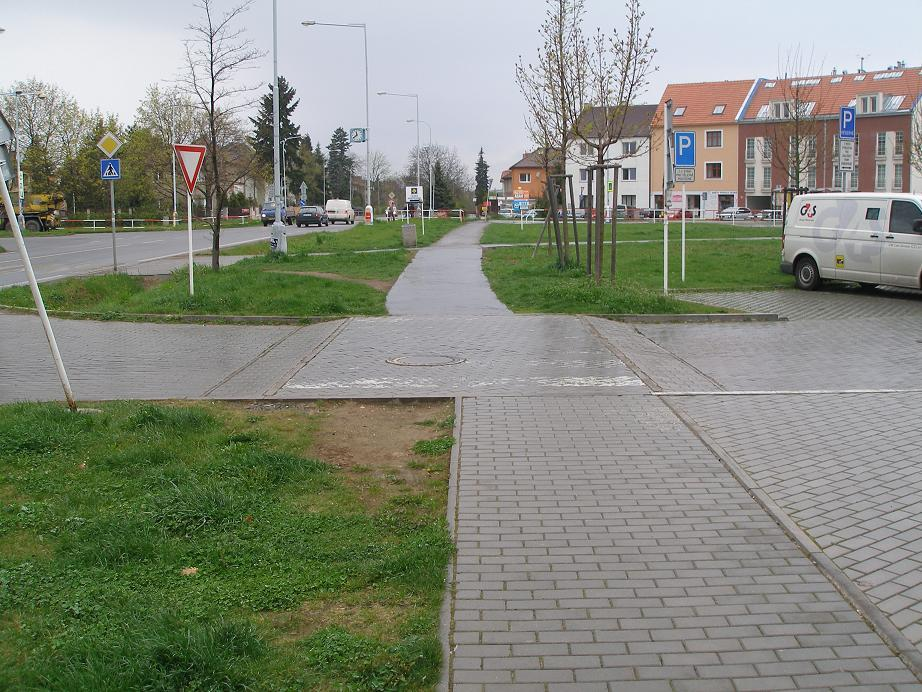
Široký příčný práh integrovaný s přechodem pro pěší v Praze-Suchdole

### Zpomalovací práh
Zpomalovací práh slouží ke snížení rychlosti motorových vozidel a ke stimulaci pozornosti jejich řidičů. Spočívají ve vložení zvýšené příčné překážky do vozovky. Rozdělují se na:
- úzký příčný práh
- široký příčný práh (často integrovaný s přechodem pro pěší)
- zpomalovací polštář
- zvýšená plocha (užívá se v prostoru křižovatek)
- vídeňská zastávka, zvýšení vozovky v místě tramvajové zastávky s nástupem přes vozovku

Je důležité, aby byl zpomalovací práh s ohledem na jeho výraznost a minimalizaci rizika poškození spodních částí automobilu proveden z barvy odlišné od zbarvení ostatní komunikace. Míra snížení rychlosti motorových vozidel je ovlivněna sešikmením nájezdu na příčný práh.

### Automatický zpomalovací práh
Automatický zpomalovací práh (také aktivní zpomalovací práh, nebo automatický příčný práh) je zařízení umístěné ve vozovce, které snížením své části selektivně zpomaluje silniční vozidla překračující povolenou rychlost. Výška snížení je optimalizována tak, aby došlo jen k upozornění řidiče na překročenou rychlost a byl umožněn bezpečný průjezd i motocyklistům. Automatický zpomalovací práh umožňuje komfortní průjezd vozidlům městské hromadné dopravy. Vozidla s právem přednosti v jízdě mohou dálkovým ovládáním zamezit aktivaci. Jediný v současné době existující automatický zpomalovací práh je dodáván na náš trh pod obchodní značkou Actibump.

## Křižovatky

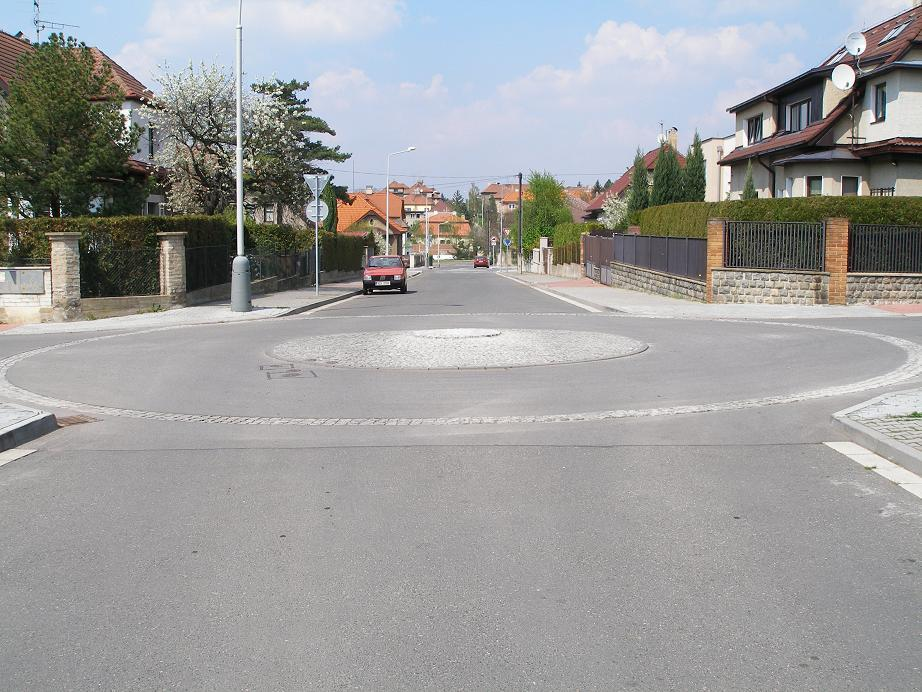
Miniokružní křižovatka v Praze-Modřanech

### Zúžení a směrování vozovek

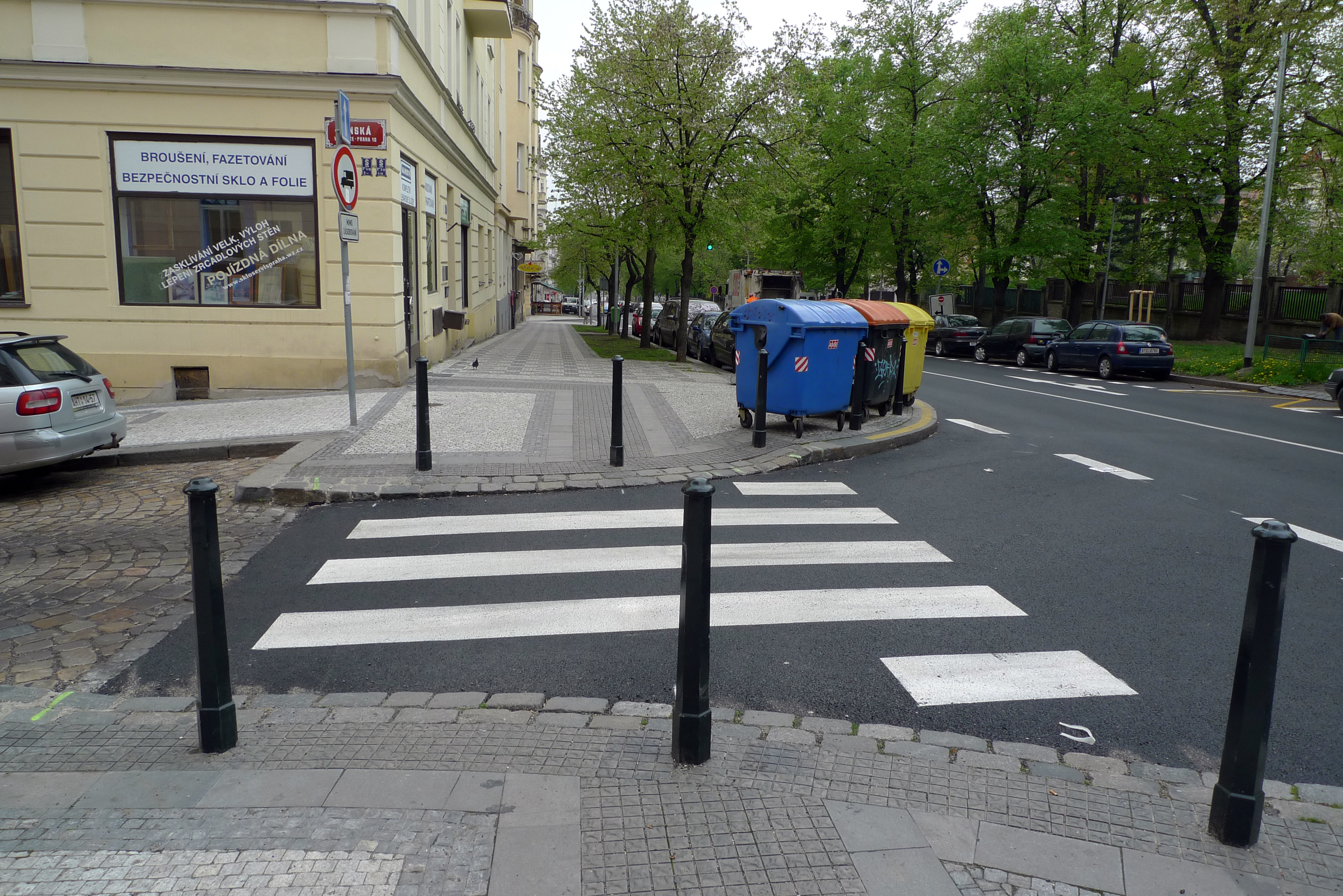
Krtčí uši, které zužují vjezd z hlavní ulice do zóny 30 v Praze 10

Obecně lze snížení rychlosti projíždějících vozidel v křižovatkách na nejvýše 35 až 40 km/h dosahovat
- zúžením vozovek pomocí rozšíření ploch pro pěší zejména v místech přechodů nebo na vjezdu do dopravně zklidněných oblastí (tzv. krtčí uši[1]), ostrůvků, zábran, dopravních šikan (odsazení hran paprsků křižovatky) atd. Tím dojde i ke zpřehlednění provozu a soustředění kolizních míst dopravních směrů na přesná místa.
- zakřivením jízdních pruhů
- zvýšením plochy křižovatky nebo změnou materiálu nebo barvy krytu vozovky v prostoru křižovatky oproti navazujícím vozovkám

### Okružní a miniokružní křižovatky
Ke zklidnění dopravy je možné využít též okružní křižovatky (kruhové objezdy), a to buď velké, s nepojížděným středem a jedním nebo více jízdními pruhy, nebo miniokružní, s pojížděným středem. Miniokružní křižovatku doporučují české technické podmínky TP 135 zřizovat při vnějším průměru menším než 23 metrů. Střed velkých okružních křižovatek bývá vyplněn zelení, fontánou, artefaktem či tramvajovou smyčkou.